# Западна Джоу
Периодът, наречен Западна Джоу (Си Джоу 西周) бил време на моралното и просветено управление в представите на конфуцианците. Според джоусците от това време Уън-уан получил „небесния мандат“ да свали тираничния владетел на Шан и да управлява Поднебесната. Проучвания на шански гадателни кости и исторически извори обаче позволяват да се заключи, че завладяването на шанските земи е било в голяма степен резултат от мащабна експанзия на джоусците на изток. Според археологически данни, около 1150 г. пр.н.е. джоусците се придвижили от долината на река Фън (в днешната провинция Шаанси), която трябвало да делят с „варварските“ племена жун и ди. Въпреки че се налагало да водят постоянни битки със западните си съседи, техните сили постепенно нараснали и в крайна сметка се превърнали в заплаха за шанските владетели в Ин (днешен Анян в провинция Хънан). Според традиционната китайска история последният шански владетел Джоу бил тираничен и разпътен, и много от феодалите му се опълчили срещу него. Начело на размирниците застанал джоуският княз Дзи Фа, който събрал войска и я повел срещу Джоу. Решителната битка станала при Муйе и в нея шанците претърпели пълно поражение. Джоу се самоубил, а държавата му била завладяна от джоуските армии и тези на съюзниците им, сред които имало и много некитайски племена като шу, цян и пу. Археологически находки обаче показват, че свалянето на властта на династия Шан станало доста неочаквано и без каквито и да е предишни признаци за подобно развитие. След завладяването на царството, джоусците разделили неговия централен район (дзиней, 畿內) на три владения: Бей, което получил оцелелият син на шанския владетел Джоу, а след него братът на У-уан Хуо Шу; Юн, в което управлявал друг брат на У-уан – Гуаншу Сиен, и Уей, където бил изпратен трети брат на У-уан – Цайшу Ду. След смъртта на У-уан тези трима феодали се разбунтували, когато друг от братята на покойния владетел – Дан станал регент на малолетния си племенник Чън-уан. След като потушил бунта, принц Дан построил нова столица на изток в Луои, която нарекъл Чънджоу („Завършването на Джоу“), докато старата Хао била наречена Дзунджоу („Прародителска Джоу“). Принц Дан и принц Шъ от Шао помагали на младия Чън-уан в управлението, за което по-късната традиция смята принц Дан за основател на китайската цивилизация, повече, отколкото джоуските владетели. Той е описван като грижовен управник, надарен писател, човекът, въвел множество културни постижения като държавните ритуали, музиката и законите. По негово време джоуските владения се простирали от днешната провиниця Шаанси до Шандунския полуостров и Пекин на север. При управлението на Чън-уан и наследника му Кан-уан държавата била разделена на множество феодални владения, които били дадени на представители на управляващия клан Дзи: Гуо, Гуан, Цай, Чън, Хуо, Уей, Мао, Дан, Гао, Юн, Цао, Тън, Би, Юен, Фън, Сюн, Ю, Дзин, Ин, Хан, Лу, Фан, Дзян, Син, Мао, Дзуо, Дзи (Джай), Йен. Освен това, владения получили и някои други благороднически фамилии като Дзян (управлявали в Ци) и Дзъ (наследници на шанските владетели, управлявали в Сун). При управлението на Кан-уан, Джао-уан и Му-уан джоуската държава укрепнала във вътрешен план, но военните походи срещу варварските племена на запад, изток и юг изтощили силите ѝ. На изток (днешната провинция Дзянси) джоусците се сражавали срещу племената сю и хуайи, на юг – срещу чу и дзин, и на запад – срещу циенжун и сиенюн. По време на един от походите на юг Джао-уан се удавил в река Хан, но наследникът му Му-уан постигнал големи успехи на западния фронт. След тези първоначални демонстрации на сила, при Гун-уан, И-уан, Сяо-уан и И-уан, централната власт постепенно започнала да запада, а в 841 г. пр.н.е. Ли-уан дори бил свален от престола в резултат на бунта на няколко феодали. След това настъпил период на междуцарствие (841 – 822 г. пр.н.е.), по време, на който двама силни аристократи – луския княз Джоу-гун и йенския Шао-гун – на практика управлявали страната от името на малолетния владетел Сюен-уан. Когато навършил пълнолетие и поел управлението в свои ръце Сюен-уан продължил политиката на своите предци да раздава владения на свои приближени, помогнали му да се справи с натиска на враждебно настроените феодали. Така се оформирали владенията Цин на запад, Сие и Джън – на изток. Следващият владетел Йоу-уан бил почти изцяло под пагубното влияние на съветника си Гуо Шъфу и наложницата си Баосъ. Следвайки техните съвети уанът понижил в ранг престолонаследника Идзиу и го изпратил в областта Шън, където обаче младият принц намерил подкрепа сред местните аристократи и варварското племе сиенюен. С тяхна помощ той нападнал Йоу-уан, а узурпаторът принц Ючън бил убит от армията на Дзин. Междувременно воини на сиенюн превзели и плячкосали столицата, принуждавайки джоуския елит да я напусне в 770 г. пр.н.е. и да се установи далеч на изток в Чънджоу. С това приключил и периодът, известен в китайската историография като „Западна Джоу“.